# Liga Mexicana de Béisbol 1984
La Temporada 1984 de la Liga Mexicana de Béisbol fue la edición número 60. Para esta temporada hubo tres cambios de sede, los Azules de Coatzacoalcos se convierten en los Cafeteros de Córdoba quienes no participaban desde 1979, los Piratas de Campeche se mudaron a la ciudad de Toluca para convertirse en las Truchas de Toluca quienes debutaban en la liga, y los Petroleros de Poza Rica se convirtieron en los Piratas de Campeche, para mantener el béisbol en la ciudad del equipo campeón. Los equipos se mantienen divididos en las Zona Norte y Zona Sur, ocho equipos en cada zona.
En la Serie Final los Leones de Yucatán obtuvieron su segundo campeonato al derrotar en 6 juegos a los Indios de Ciudad Juárez. El mánager campeón fue Carlos Paz.

## Equipos participantes
| Liga Mexicana de Béisbol 1984 |                              |           |                                |                          |           |
| Zona                          | Equipo                       | Fundación | Ciudad                         | Estadio                  | Capacidad |
| Norte                         | Acereros de Monclova         | 1974      | Monclova, Coahuila             | Monclova                 | 8,500     |
| Norte                         | Astros de Tamaulipas         | 1937      | Tampico, Tamaulipas            | Ángel Castro             | 16,000    |
| Norte                         | Bravos de León               | 1978      | León, Guanajuato               | Domingo Santana          | 6,500     |
| Norte                         | Indios de Ciudad Juárez      | 1936      | Ciudad Juárez, Chihuahua       | Cruz Blanca              | 5,000     |
| Norte                         | Rieleros de Aguascalientes   | 1975      | Aguascalientes, Aguascalientes | Alberto Romo Chávez      | 6,494     |
| Norte                         | Saraperos de Saltillo        | 1970      | Saltillo, Coahuila             | Francisco I. Madero      | 16,000    |
| Norte                         | Sultanes de Monterrey        | 1939      | Monterrey, Nuevo León          | Cuauhtémoc y Famosa      | 6,000     |
| Norte                         | Tecolotes de Nuevo Laredo    | 1940      | Nuevo Laredo, Tamaulipas       | La Junta                 | 7,800     |
| Sur                           | Cafeteros de Córdoba         | 1934      | Córdoba, Veracruz              | "Beisborama"             | 12,000    |
| Sur                           | Diablos Rojos del México     | 1940      | México, D. F.                  | Seguro Social            | 25,000    |
| Sur                           | Leones de Yucatán            | 1954      | Mérida, Yucatán                | Kukulcán                 | 14,917    |
| Sur                           | Piratas de Campeche          | 1980      | Campeche, Campeche             | Venustiano Carranza      | 6,000     |
| Sur                           | Plataneros de Tabasco        | 1975      | Villahermosa, Tabasco          | Centenario 27 de Febrero | 8,500     |
| Sur                           | Rojos del Águila de Veracruz | 1903      | Veracruz, Veracruz             | Deportivo Veracruzano    | 12,000    |
| Sur                           | Tigres Capitalinos           | 1955      | México, D. F.                  | Seguro Social            | 25,000    |
| Sur                           | Truchas de Toluca            | 1984      | Toluca, Estado de México       | Toluca 80                | 6,000     |

## Posiciones
| Zona Norte     | Zona Norte | Zona Norte | Zona Norte | Zona Norte |
| Equipo         | JG         | JP         | PCT        | JV         |
| -------------- | ---------- | ---------- | ---------- | ---------- |
| Aguascalientes | 65         | 52         | .556       | -          |
| Nuevo Laredo   | 64         | 53         | .547       | 1.0        |
| Ciudad Juárez  | 57         | 55         | .509       | 5.5        |
| Saltillo       | 58         | 58         | .500       | 6.5        |
| Tamaulipas     | 54         | 56         | .491       | 7.5        |
| Monterrey      | 56         | 60         | .483       | 8.5        |
| León           | 53         | 61         | .465       | 10.5       |
| Monclova       | 39         | 76         | .339       | 25.0       |

| Zona Sur | Zona Sur | Zona Sur | Zona Sur | Zona Sur |
| Equipo   | JG       | JP       | PCT      | JV       |
| -------- | -------- | -------- | -------- | -------- |
| México   | 75       | 41       | .647     | -        |
| Tigres   | 66       | 44       | .600     | 6.0      |
| Toluca   | 67       | 49       | .578     | 8.0      |
| Yucatán  | 65       | 51       | .560     | 10.0     |
| Córdoba  | 60       | 52       | .536     | 13.0     |
| Águila   | 55       | 62       | .470     | 20.5     |
| Tabasco  | 42       | 73       | .365     | 32.5     |
| Campeche | 37       | 72       | .339     | 34.5     |

| Clasificado a los playoffs |

## Juego de Estrellas
El Juego de Estrellas de la LMB se realizó el 14 de mayo en el Parque Alberto Romo Chávez en Aguascalientes, Aguascalientes. La Zona Norte se impuso a la Sur 8 carreras a 2. Andrés Mora de los Tecolotes de Nuevo Laredo fue elegido el Jugador Más Valioso del partido.

## Play-offs
|  | Primer Play off | Primer Play off |               |   | Finales de zona | Finales de zona |  |  | Serie Final | Serie Final |
|  |                 |                 |               |   |                 |                 |  |  |             |             |
|  |                 |                 |               |   |                 |                 |  |  |             |             |
|  |                 |                 |               |   |                 |                 |  |  |             |             |
|  |                 |                 |               |   |                 |                 |  |  |             |             |
|  | Ciudad Juárez   | 4               |               |   |                 |                 |  |  |             |             |
|  | Ciudad Juárez   | 4               |               |   |                 |                 |  |  |             |             |
|  | Nuevo Laredo    | 1               |               |   |                 |                 |  |  |             |             |
|  | Nuevo Laredo    | 1               | Ciudad Juárez | 4 |                 |                 |  |  |             |             |
|  | Zona Norte      |                 | Ciudad Juárez | 4 |                 |                 |  |  |             |             |
|  |                 | Aguascalientes  | 3             |   |                 |                 |  |  |             |             |
|  | Saltillo        | Aguascalientes  | 3             | 3 |                 |                 |  |  |             |             |
|  | Saltillo        |                 |               | 3 |                 |                 |  |  |             |             |
|  | Aguascalientes  | 4               |               |   |                 |                 |  |  |             |             |
|  | Aguascalientes  | 4               | Ciudad Juárez | 2 |                 |                 |  |  |             |             |
|  |                 |                 | Ciudad Juárez | 2 |                 |                 |  |  |             |             |
|  |                 | Yucatán         | 4             |   |                 |                 |  |  |             |             |
|  | Yucatán         | Yucatán         | 4             | 4 |                 |                 |  |  |             |             |
|  | Yucatán         |                 |               | 4 |                 |                 |  |  |             |             |
|  | México          | 0               |               |   |                 |                 |  |  |             |             |
|  | México          | 0               | Yucatán       | 4 |                 |                 |  |  |             |             |
|  | Zona Sur        |                 | Yucatán       | 4 |                 |                 |  |  |             |             |
|  |                 | Tigres          | 3             |   |                 |                 |  |  |             |             |
|  | Toluca          | Tigres          | 3             | 2 |                 |                 |  |  |             |             |
|  | Toluca          |                 |               | 2 |                 |                 |  |  |             |             |
|  | Tigres          | 4               |               |   |                 |                 |  |  |             |             |
|  | Tigres          | 4               |               |   |                 |                 |  |  |             |             |

## Designaciones
Se designaron como novatos del año a Jesús "Chito" Ríos de los Tigres Capitalinos y a Carlos Enrique de los Santos  de los Cafeteros de Córdoba.

## Acontecimientos relevantes
- 1 de mayo: Altar Greene de los Saraperos de Saltillo empata récord al conectar cuatro hits dobles en un solo juego contra el equipo de los Tecolotes de Nuevo Laredo.[6]
- 12 de mayo: Jesús "Chito" Ríos de los Tigres Capitalinos le lanza juego sin hit ni carrera de 9 entradas a los Cafeteros de Córdoba, en un partido disputado en México, D. F. y que terminó con marcador de 2-0.
- 10 de junio: Jairo Valenzuela de los Saraperos de Saltillo le lanza juego perfecto de 7 entradas a los Cafeteros de Córdoba, en un partido disputado en Córdoba, Veracruz y que terminó con marcador de 5-0.[7]
- 19 de julio: Se retira Héctor Espino, dueño de la mayoría de récords ofensivos de la LMB, vistiendo la franela de los Sultanes de Monterrey enfrentando a los Rieleros de Aguascalientes, en un partido disputado en el Parque Cuauhtémoc y Famosa de Monterrey, Nuevo León.[8]